# クリップス
クリップス（英文表記:Crips）は、アメリカ合衆国カリフォルニア州ロサンゼルスに拠点を置くストリートギャング。1969年にレイモンド・ワシントンを中心としてスタンリー・ウィリアムズ、マック・トーマスらによって結成された。アメリカ全土に勢力を伸ばし、2008年には3万人から3万5千人の構成員を有する。その活動は個々の地域やコミュニティに点在する「セット」と呼ばれるグループ単位で行われており、明確な指導部が存在しないため各セットの独立性が高く、多くのストリートギャングに見られる連合型の組織体系を有している。
クリップスの構成員は帽子やバンダナ、靴紐などの衣類の一部に青色を用いる事が知られている。これは初期メンバーであったクリス・モローが青色で統一された服装を好んだ事に由来する。しかし、彼らの活動が社会問題となった事により、青色を身に着けている事で警察の厳しい取締りを受けるようになったため、その後やや暗色な紺色が用いられるようになった。また、六芒星をシンボルに使用する事もある。因みにギャングスタラップで有名なスヌープ・ドッグは元構成員であり、自身の楽曲のPVで青色の服装をしているのがよく見られる。
クリップスと並びアフリカ系アメリカ人の二大ストリートギャングと呼ばれるブラッズとは創設期から現在に至るまで抗争を繰り広げている。その他、異人種ギャングに対して敵対的なメキシコ系アメリカ人ギャングとの抗争、更にはクリップス同士のセット間でのシマを巡る抗争が断続的に続いているが、イリノイ州シカゴに本拠地を置くヴァイス・ローズとテネシー州メンフィスでの麻薬取引が明るみに出た事により、1990年代前半に見られた大規模なギャング抗争は一時的に停滞していると言われている。

## 歴史
1960年代にはワッツ暴動が発生したが、同じく黒人居住区であったコンプトンやその他の地域でも、貧困や人種差別に対する不満が高まっていた。レイモンド・"レイレイ"・ワシントンが、ブラックパンサー党員として活動するアヴェニューズ（Avenues）に魅了され、個人的に加入を望んだが拒否される。そのため、1969年にレイモンド・ワシントンやスタンリー・ウィリアムズらによって、クリップスの前身組織が結成された。
70年以降、ロサンゼルスで活動するブラックパンサー党を始め、政治的・社会的な運動を行う他の組織も衰退の道を辿り、彼らにとって、若いアフリカ系アメリカ人を束ねる上で、好都合な社会状況だったと見られる。外見的な特徴として、黒いレザージャケットを羽織り、左耳たぶにピアスをつけ、練り歩くブラックパンサー党員を模倣した容姿であり、当初のメンバーの多くが筋力トレーニングに励んだという。
1971年。重要人物の一人であるスタンリー・"トゥッキー"・ウィリアムズ、マック・トーマスを組織に加え、ベイビー・アヴェニュー・クリブス（Baby Avenue Cribs）と改称することになる。しかし、徐々に肥大化しつつある組織の取りまとめに苦慮するようになり、創設当時の志を知らぬ新規メンバーの身勝手な行動によって、クリブスによる犯罪が頻発するようになる。
その結果、当時のクリブスの悪事の数々が紙面を賑わすようになり、1972年2月10日のロサンゼルス・センティネル誌に「杖を突いた障害者達（Cripples）による、初老の日本人女性に対する事件」として紙面掲載された。72年にはロサンゼルス・タイムズも、このギャング集団を「クリップス」と呼んだ。クリブス（Cribs）という呼称は、次第にクリップス（Crips）という呼称に転じ、ロサンゼルスの人々に認知されるようになっていった。しかし、レイモンド・ワシントンの遺族は1971年の結成当初より組織名はクリップスであったと証言している。その裏付けとして、結成時の3セットはレイモンド・ワシントンのイーストサイド・クリップス、スタンリー・ウィリアムズのウエストサイド・クリップス、マック・トーマスのコンプトン・クリップスであり、すでにクリップスの名称が使用されている。
1972年以降、クリップスによる犯罪はさらに凶悪さを増し、象徴ともいえる黒いレザージャケットを得るために、若い世代による強盗が頻発するようになった。多くの場合、老人や年齢の離れた少年少女が標的とされ、裕福な家庭に育った者は格好の的であった。
皮肉にも、報道記事の掲載された1972年2月10日から3日後、レザージャケットを欲しがる思いが高じて、クリップスのメンバーによる初めての殺人が行われた。被害者はロサンゼルス高校に通っていた16歳の高校生で、ギャングに所属していないにも拘らずクリップスに襲われた際に抵抗したが殺害され、助けようとした被害者の友人も路上で殴り殺されているのを発見された。数日後、クリップスに属する9名の若者が殺人を理由に逮捕されることになったが、クリップスという組織に全ての責任があることを理解していながら、組織本体を逮捕・訴追することは出来なかったという。
1974年になるとレイモンド・ワシントンが強盗罪で「逮捕」、1979年にはスタンリー・ウィリアムズが台湾人一家4名の殺害容疑で「逮捕」されると徐々に組織は創設メンバーの手を離れて行く事になる。出所後レイモンド・ワシントンは若きメンバーと反りが合わず組織から距離を置くようになり、後にフーヴァー・クリップスのメンバーによって殺害されたとされる。それが原因でイーストサイド・クリップス(現イーストコースト・クリップス)とフーヴァー・クリップスが抗争に突入している。1970年代後半になると、組織はサンディエゴ、リバーサイド、フレズノなどカリフォルニア各地に勢力を伸ばして行く。
1980年代には全米各地に進出、1980年代前半にはアリゾナ州、ネバダ州、ワシントン州、オレゴン州などの近隣諸州、更には南部のテキサス州へと勢力を拡大。1980年代半ばにはテネシー州、フロリダ州などにも到達する。この頃には国境を越えてカナダのバンクーバーにもセットを設立している。また、ベリーズ系メンバーの多かったローリン・30's・ハーレム・クリップスを通じてベリーズにも進出、人口30万人程度の小国にもかかわらず5百名以上のメンバーを持っている。
ただし、1969年から70年代、80年代前半までは、クリップスはアメリカ以外の世界では、まったく知られていなかった。彼らlALギャングが世界的に知られるようになったのは、80年代末にNWAが発表したアルバムが、全米で大ヒットしたことによる。クリップスは1980年代後半に入るとイリノイ州、オハイオ州などの北部、そして東部メリーランド州、ニュージャージー州、ついにはニューヨークにまで拡大して行き、全米にその勢力を持つまでに至った。
黒人ギャングの最盛期と言われた1980年代から1990年代前半にかけて大きく勢力を拡大したクリップスではあるが、旧来からの対ブラッズ抗争に加えて1990年代に入ると対スレーニョス抗争も表面化し、クリップスに関係する暴力事件も過激さを増して行く。そんな折、1993年に発生したロサンゼルス暴動をきっかけにワッツのグレープストリート・ワッツ・クリップス、PJ・ワッツ・クリップス、バウンティー・ハンター・ブラッズの間でワッツ休戦協定が結ばれる事になる。この休戦協定は反対派メンバーによる休戦派メンバーの殺害を持って破棄される事になるが、以後各地での大規模な対ブラッズ抗争は沈静化の傾向にある。93年にはブラッズ&クリップス名義で、ラップ・アルバムが発表されている
しかし同年、メキシカン・マフィアによる異人種ギャング、特に黒人ギャングに対する攻撃が推奨された結果、スレーニョス対クリップスが各地で発生する事になる。クリップスのヴェニス進出によって以前から衝突していたヴェニス・13及びカルヴァー・シティー・ボーイズとヴェニス・ショアライン・クリップスの抗争が激化、1994年の停戦までに双方合わせて55名の死傷者を出したという。
2004年には、以前からワッツのフローレンス・ファイアストーンでの縄張りを巡り散発的な抗争を起こしていたイーストコースト・クリップスとフロレンシア・13がイーストコースト・クリップスのメンバーによる麻薬強奪を機に本格的な抗争に突入する。スレーニョス屈指の武闘派組織でありロサンゼルス内に数千名ものメンバーを持つフロレンシア・13との人種戦争と呼ばれた抗争は長期に渡り行われ、2005年だけでも53件の関連する殺人が発生している。特にフロレンシア・13側は若い黒人とあらば無関係な一般市民までも標的にしていたという。
2010年代には両組織間で休戦協定が結ばれているが、その後も小競り合いが続いており緊張状態にある。

## クリップスに関するトピックス
「クリップス」という名称がどのようにして誕生したのか、未だに明確な答えは得られていない。現在では最初期のセットがすでにクリップスの名称を使用していた事と、レイモンド・ワシントンの遺族による「結成当初からすでに組織名はクリップスであり、他ギャングからの自身の周りの者への攻撃を警戒し組織名をぼやかした」とする証言から、1971年の結成時から組織名はクリップスであった説が最有力とされている。
その他名称の起源としては諸説あり、中でも先述したロサンゼルス・センティネル誌における記事がきっかけとなった説はクリップス・メンバー内でも長年信じられてきた有力な説の一つである。
- レイモンド・ワシントンは、ホラー映画で有名なヴィンセント・プライスの出演作である「Tales From The Crypts」シリーズを好んでいた。そのため、クリプツ（Crypts）の持つ「墓場」という意味がギャングを連想しやすいという理由から、クリプツが転じてクリップスになったという説

この説は3番目に信憑性の高いものとして捉えられている。しかし、深刻な貧困や差別に抗う組織として付加された名称としてはそぐわない意味を内包しており、信憑性に欠ける部分があるとして、それほど重要視されていない。
- 「From Cradle to grave（ゆりかごから墓場まで）」と言うギャングの一生を象徴したフレーズに「Rest In Peace（安らかに眠れ）」を付加して誕生した名称であるとする説

この説は、特に日本国内において信憑性のあるものとして捉えられているが、当初のベイビー・アベニュースの創設理念を考慮すると後付けのバクロニムである可能性が高く、この名称由来についての信憑性は低いと見て良い。
- ある地域のセットが「Community Revolution In Progress（進行中のコミュニティ革命）」のアクロニムであると主張した説

この説が囁かれた期間があったとされているが、これはクリップス以前の黒人ギャングがブラックパンサー党からの影響を受けていた事による単なるメンバー間の言葉遊びとされ、また、一般市民からのギャング活動に対する同情を得るための戦略であったことが報告されている。
クリップスは、Crip Walk（C-Walk）と呼ばれるステップを生み出した組織でもある。クリップス出身のラッパーの一人であるWC（ダブシー）のライブパフォーマンスやビデオクリップでの披露により、ラップ・ファンに認知されるようになった。
加えて、「80年代以降に表れたラップアーティスト達がギャングを気取り、過剰な表現をすることによって、事実ではない事でも、あたかも事実であるかの様に楽曲で表現していることも、ギャングに対する誤解を招いている」と、創設メンバーの一人であるマイクコンセプション（Mike Conception）は語っている。
前述の通り、クリップスは他の多くのストリートギャングと同じく頂点に君臨する指導者・本部を持たないため、各セットは独立して活動している。セットによってはネイバーフッド・クリップス同盟(NHC)のように同盟関係を結んでいるセットもあるが、そうでない場合クリップス同士であっても縄張り、麻薬取引のトラブル、過去からの関係などを理由に抗争に発展する事がある。特にロサンゼルスにおいてクリップスは総計1万人を超える大勢力であり、更にはその多くがサウス・ロサンゼルス地区に密集しているために内紛が起こりやすい状況にあるといえる。
主な内紛として、ローリン・60's・クリップスを軸としたNHC主体のデュース連合とエイト・トレイ・ギャングスターズを軸としたトレイ連合の抗争、グレープストリート・ワッツ・クリップスとPJ・ワッツ・クリップスなどワッツの各クリップスの抗争、イースト・コースト・クリップスとフーヴァー・クリップスの抗争などが挙げられる。クリップスの最盛期であった1980年代〜1990年頃までにクリップス同士の抗争は対ブラッズ以上の死者を出したと言われている。
ブラッズや他組織においても少なからず内紛は起こっているが、数に劣るブラッズは対クリップスにおいてある程度結束が取れており、スレーニョスにはメキシカン・マフィアという強力な指導部が存在するためにクリップスほどには内紛が起こらないとされる。
また、南カリフォルニア外のセットでは発祥地を遠く離れた土地ゆえにクリップスとしての誇りなど薄く、同じ状況下のブラッズのセットと合併した結果誕生した新たなギャング組織同士で抗争を繰り広げているケースも存在する。このようなケースはそれほど珍しくなく、実質クリップスとして機能していないセットが全米各地にあるという。

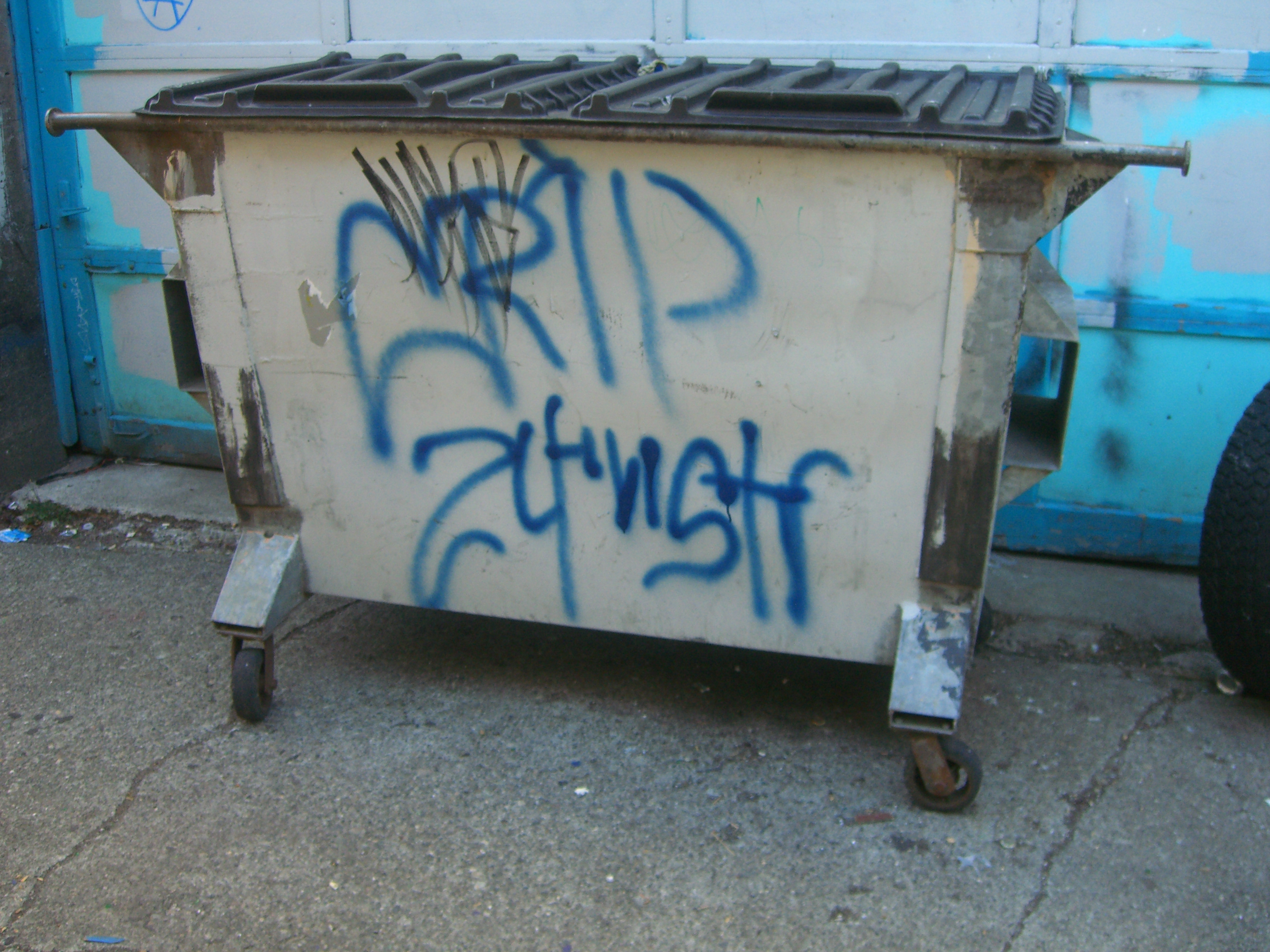
ストリートギャング「クリップス」のギャング・タグ

レイモンド・ワシントンらによる1969年のベイビー・アベニュースの誕生から、1990年代のロサンゼルスには約200ものセットが存在していた経緯がある。現在も1990年代当時の勢いは失いつつあるものの、数多あるギャング組織のうちアフリカ系アメリカ人によるギャング組織の多くを占めていたのがクリップスであり、残りの大半はブラッズ、ギャングスター・ディサイプルズ、ヴァイス・ローズと言われるロサンゼルス、シカゴのギャング組織である。
その他ではエイティーンス・ストリート・ギャングやラテンキングス、南カリフォルニアのヒスパニック系ギャングの連合体であるスレーニョスなどのラテン系で構成される大所帯のギャング組織や、カンボジア系アメリカ人やラオス系アメリカ人などの東南アジア系アメリカ人による組織、カリブ海諸国をルーツに持つ組織や白人ギャング組織なども少数規模だが存在しており、現在もこれらのギャング組織間での小競り合いは多少ながら続いている。
しかし、本来は抗争を行う為だけに作られたギャング組織ではない事を懸念する声も多く、「ギャングスタと呼ばれているのはギャングという意味ではなく、あくまで"コミュニティ"としての名称だ」とかつての創設メンバーの一人であるスタンリー・ウィリアムズは語っている。なお、ウィリアムズは獄中から子供たちへの「犯罪と命の尊さ」を題材に数々の児童書を発表。その功績により、過去に7度ノーベル平和賞候補に選ばれている。
本来ならば、手を取り合わなければならない同じ人種が抗争の激化を辿り、ギャングによる犯罪が増加した背景には、先に記述したように"ギャングスタ・ラップ"と呼ばれるヒップホップなどの音楽界での過剰な遇想と表現や、マスメディアによる一方的なギャング批判によって感化されてしまったこと等も挙げられる。ゲットーと呼ばれる地域は、再開発地区（プロジェクト）とも呼ばれ、貧困による将来への悲観とコミュニティ外の白人警察他からの脅威と戦わなければならない状況である。コンプトンやワッツ、スローソン等に代表されるサウスセントラル地区(現サウス・ロサンゼルス地区)に追いやった、白人の有色人種に対する人種差別が事件の根本的な背景になっている事も問題視されている。
また、ギャングの小組織にあたる地域集団をセット（Set）と呼んでいる。
これらは区画やコミュニティごとに設置されており、それらの集合体によってクリップスというギャング集団が構成されている。セットは「サブ・セット」と呼ばれるさらに小さな組織間の同盟や合併によって組織されており、結合や消滅を繰り返しながら各セットが維持され続けている。全米各地に点在するセットの中でもロサンゼルスの上部団体から承認を受けて設立されたセットは「レジット」、組織を脱退してもクリップスを名乗り続けるセットは「レネゲイド・セット」と呼ばれる。
また、セット毎に身に着ける衣服や「ハンドサイン」と呼ばれる象徴的な手信号、壁面やインフラ設備などに描かれる「ギャング・タグ」が異なり、それらの違いによって外見的にセットの相違を知る事が出来る。セットによって規則やルールが違い、あるチームでは麻薬関係の仕事が禁止されていたり銃などの発砲・密売が禁止されていたりする。
アメリカ国外においてはトンガに強制送還されたトンガン・クリップ・ギャングのメンバーが母国にてセットを設立し活動している。
ベリーズにおいても元々ニューヨークにて活動していたベリーズ人ギャングが母国に強制送還された後にロサンゼルスにやって来て設立したローリン・30's・ハーレム・クリップスの人脈を通じてベリーズ国内にセットを設立、同様の経緯でベリーズ国内に根を張るブラッズと抗争を繰り広げ、治安悪化を招き問題になっている。
クリップス最初期から加入していたフーヴァー・クリップスはイーストコースト・クリップスとの抗争により1つのセットを除いて脱退、現在は独立した組織であるフーヴァー・クリミナルズとして活動している。千名近いメンバーを持っており、クリップスとの対立のみならずEBK(全方位敵対)を掲げている。かつては麻薬王"フリーウェイ"リック・ロスとも深く関わりがあった。
クリップスが使う用語。
- Cuzz - クリップスに属する同志を呼び合う時に使う。トゥッキーの親友でありクリップスメンバーであったジェームズ・“カズ”・カニンガムに対するスタンリー・ウィリアムズの挨拶「What's Up Cuzz」が由来。
- Slobz - 敵対組織ブラッズのことを悪く言う時に使う。

- クリップスに属する主なセット（アルファベット順）
- Asian Boyz (ロングビーチのみ)
- Avalon Gangster Crips
- Country Boy Crips
- East Coast Crips
- East Dago Mob Crips
- Eight Tray Gangster Crips
- Diamond Crips
- Donna Street Crips
- Grape Street Watts Crips
- Harbor City Crips
- Hilltop Crips
- Hustler Crips
- Insane Crips
- Kelly Park Compton Crips
- kitchen Crips
- Lahu Pride Crips
- Mafia Crips
- Original Blocc Crips
- Park Village Compton Crips
- Palmer Blocc Compton Crips
- PJ Watts Crips
- Rollin' 20's Crips
- Rollin' 30's Harlem Crips
- Rollin' 40's Neighborhood Crips
- Rollin' 50's Neighborhood Crips
- Rollin' 60's Neighborhood Crips
- Rollin' 80's West Coast Crips
- Rollin' 90's Neighborhood Crips
- Rollin' 100's Neighborhood Crips
- Santana Blocc Compton Crips
- Schoolyard Crips
- Shotgun Crips
- Sons Of Samoa
- Tongan Crip Gang
- Tragniew Park Compton Crips
- Tre Tre Crips
- 52 Hoover Gangster Crips

## ディスコグラフィ
- バンギン・オン・ワックス　－　ブラッズ&クリップス
- バンギン・オン・ワックス2・・ザ・サーガ・コンティニューズ　－　ブラッズ&クリップス
- ダム・ライダズ　－　クリップス

## ブラッズのアルバム
- ネイションワイド・RIP・ライダズ ー ブラッズ

## 映画
- 『カラーズ 天使の消えた街』Colors（1988年）
- 『ボーイズ'ン・ザ・フッド』Boyz n the Hood（1991年）
- 『ポケットいっぱいの涙』Menace 2 Society[6]（1993年）
- 『ブラッド・イン ブラッド・アウト』Blood In Blood Out（1993年）
- 『クリップス』Redemption: The Stan Tookie Williams Story（2004年）

## 書籍
- ソーレン・ベイカー『ギャングスター・ラップの歴史 スクーリー・Dからケンドリック・ラマーまで』塚田桂子訳・解説、DU BOOKS、2019年9月。